# Cipaku (Paseh)
Cipaku is een bestuurslaag in het regentschap Bandung van de provincie West-Java, Indonesië. Cipaku telt 14.161 inwoners (volkstelling 2010).